# Rejovot
Rejovot  (en hebreo: רְחוֹבוֹת) es una ciudad del Distrito Central de Israel a 20 km al sur de Tel Aviv. Según la Oficina Central de Estadísticas de Israel (CBS), a finales de 2024 la ciudad tenía una población de 155.000 habitantes.
Rejovot fue construido en el lugar de Doron, una comunidad judía que existía en la época de la Mishná. La ciudad lleva el nombre de una ciudad bíblica del mismo nombre situada en otra localización en el desierto del Negev.
En Rejovot se encuentra el Instituto Weizmann de Ciencias.

## Ciudad hermana
La ciudad de Rejovot tiene un convenio de hermanamiento con la ciudad de Paraná, Argentina desde el 2 de abril de 1995.

## Sanidad
El Centro Médico Kaplan (en hebreo: מרכז רפואי קפלן) (Merkaz Refui Kaplan) es un hospital situado en el sur de la ciudad de Rejovot. El centro médico Kaplan es un hospital universitario. El centro está afiliado con la organización de mujeres Hadassah y con la Facultad de Medicina de la Universidad Hebrea de Jerusalén.